# El consultorio de Madame René
El consultorio de Madame René es una película muda de Argentina filmada en blanco y negro dirigida por Carlo Campogalliani sobre su propio guion que se estrenó el 10 de abril de 1924 y tuvo como actores principales a Carlo Campogalliani, Ada Cornaro, Álvaro Escobar y Letizia Quaranta. El director Carlo Campogalliani (1885 – 1974) inició su carrera cinematográfica en 1915, primero como actor y luego como guionista, productor y director. En 1921 conoció a la actriz Letizia Quaranta, con la que se casó, y a la cual dirigió en la mayor parte de sus filmes. Entre 1924 y 1925 dirigió varios filmes en Argentina.

## Comentarios
La trama permitió mostrar lugares desconocidos del barrio de Palermo de la ciudad de Buenos Aires, hacer tomas aéreas de Mar del Plata y  ver una carrera automovilística en esta última, en la que Carlo Campogalliani manejó uno de los vehículos. La crónica del diario Crítica dijo:

”Es la primera vez que este crítico volvió a su casa completamente satisfecho de lo que había visto realizado, después de asistir a la exhibición de un productor argentino. Ahora creemos que hay entre nosotros personas capaces de entender perfectamente la forma de encaminar la producción local y es al Sr. Alejandro F. Gómez a quien la industria cinematográfica local le debe su primer triunfo y su primera legítima gloria.”

## Reparto
Colaboraron en el filme los siguientes intérpretes:
- Angel Boyano
- Carlo Campogalliani
- Ada Cornaro
- Álvaro Escobar
- Augusto Gonçalves
- Letizia Quaranta